# Селифонов, Виктор Яковлевич
Виктор Яковлевич Селифо́нов (1911—1981 ?) — советский инженер-механик, лауреат Сталинской премии.

## Биография
Работал учеником слесаря, слесарем, конструктором. Окончил Всесоюзный индустриальный институт.
В 1935—1954 на Московском автомобильном заводе имени И. В. Сталина: технолог, начальник ряда цехов, директор Московского карбюраторного завода (филиал ЗИСа), начальник технологического отдела.
С 1954 года на руководящей работе в Министерстве автомобильного транспорта и шоссейных дорог и Министерстве автомобильной промышленности СССР (в 1957 — замминистра).
В 1960—1980 годах в Госплане СССР, начальник отдела автотракторного и сельскохозяйственного машиностроения.
Автор книги: Автомобильная промышленность СССР в 1959—1965 годах. Знание, 1959 — Всего страниц: 31

## Награды и премии
- Сталинская премия первой степени (1947) — за разработку и внедрение новых технологических процессов и скоростное освоение производства автомобиля «ЗИС-110»